# الچالی
الچالی (ترکی آذربایجانی: Alchaly) یک منطقهٔ مسکونی در جمهوری آرتساخ است که در استان شاهومیان واقع شده‌است.